# 東京都指定文化財一覧
東京都指定文化財一覧（とうきょうとしていぶんかざいいちらん）は、東京都指定の文化財や史跡等を一覧形式でまとめたものであるが、全てを掲載しているわけではない。

## 有形文化財

### 建造物
| 建造物名                                        | 所在地     | 竣工年 | 設計者                                        | 備考                       |
| ----------------------------------------------- | ---------- | --- | --------------------------------------------- | -------------------------- |
| 旧日比谷公園事務所                              | 千代田区   | 1910年（明治43年） | 福田重義                                      |                            |
| 旧李王家東京邸                                  | 千代田区   | 1930年（昭和5年） |                                               |                            |
| 学士会館                                        | 千代田区   | 1928年（昭和3年） |                                               |                            |
| 増上寺経蔵                                      | 港区       | 1605年（慶長10年） |                                               |                            |
| 氷川神社社殿                                    | 港区       | 1730年（享保15年） |                                               |                            |
| 旧赤坂仮皇居御会食所（明治記念館本館）          | 港区       | 1881年（明治14年） |                                               |                            |
| 半床庵                                          | 文京区     | 江戸時代中期 |                                               | 武者小路千家東京出張所内   |
| 湯島天満宮表鳥居                                | 文京区     | 1667年〜68年頃（寛文7～8年） |                                               |                            |
| 求道会館                                        | 文京区     | 1910年（明治43年） | 武田五一                                      |                            |
| 旧細川侯爵邸（和敬塾本館）                      | 文京区     | 1910年（明治43年） | 大森茂・臼井弥枝                              |                            |
| 浅草寺六角堂                                    | 台東区     | 1618年（元和4年） |                                               |                            |
| 天祐庵                                          | 台東区     | 1781年〜89年（天明年間） |                                               | 浅草寺伝法院庭園内         |
| 一円庵                                          | 台東区     | |                                               | ※個人所有                  |
| 土浦家住宅                                      | 品川区     | 1935年（昭和10年） | 土浦亀城                                      | ※個人所有                  |
| 瀧泉寺前不動堂                                  | 目黒区     | 江戸時代中期 |                                               |                            |
| 目黒雅叙園百段階段                              | 目黒区     | 1935年（昭和10年） |                                               |                            |
| 旧崇源院霊屋宮殿                                | 目黒区     | 1628年（寛永5年） |                                               | 祐天寺内                   |
| 日本民芸館 本館、西館旧柳宗悦邸主屋、西館長屋門 | 目黒区     | 1935年（昭和10年、柳邸） 1946年（昭和11年、本館） |                                               |                            |
| 武家屋敷門（蓮光院山門）                        | 大田区     | 江戸時代末期 |                                               |                            |
| 武家屋敷門（西澄寺山門）                        | 世田谷区   | 江戸時代末期 |                                               | 旧蜂須賀家中屋敷門         |
| 旧三宅雪嶺邸三宅文庫                            | 渋谷区     | 1930年（昭和5年） |                                               |                            |
| 妙法寺 祖師堂・書院（御成間）・仁王門           | 杉並区     | 1812年（文化9年、祖師堂） 1787年（天明7年、仁王門） |                                               |                            |
| 旧マッケーレブ邸 (雑司が谷旧宣教師館)           | 豊島区     | 1907年（明治40年） |                                               |                            |
| 普賢寺宝篋印塔3基                               | 葛飾区     | 鎌倉時代後期（中央塔） 南北朝時代前期（北塔） 室町時代前期（南塔）                                                                                         |                                               |                            |
| 旧粕谷家住宅                                    | 板橋区     | 1723年（享保8年） |                                               |                            |
| 高尾山薬王院 飯繩権現堂・不動堂・二王門・大師堂 | 八王子市   | 1729年（享保14年、飯繩権現堂本殿） 1753年（宝暦3年、飯繩権現堂拝殿・幣殿） 1624年-1644年（寛永年間、不動堂） 江戸時代前期（二王門） 江戸時代中期（大師堂） |                                               |                            |
| 西蓮寺薬師堂                                    | 八王子市   | 室町時代末期 |                                               |                            |
| 広園寺（総門・山門・仏殿・鐘楼）                | 八王子市   | 1830年（天保元年、総門） 1811年頃 (文化8年頃、山門） 1811年 (文化8年、仏殿) 1842年 (天保13年、鐘楼)                                                        |                                               |                            |
| 浄福寺観音堂内厨子                              | 八王子市   | 1525年（大永5年） |                                               |                            |
| 御嶽神社旧本殿                                  | 青梅市     | 1606年（慶長11年） |                                               |                            |
| 金剛寺表門                                      | 青梅市     | 江戸時代初期 |                                               |                            |
| 安楽寺本堂                                      | 青梅市     | 1693年（元禄6年） |                                               |                            |
| 旧吉野家住宅                                    | 青梅市     | 1855年（安政2年） |                                               |                            |
| 成木熊野神社本殿                                | 青梅市     | 1640年（寛永17年） |                                               |                            |
| 馬場家御師住宅（武蔵御嶽神社）                  | 青梅市     | 1866年（慶応2年） | 滝島河内                                      | ※個人所有                  |
| 春日神社本殿                                    | 青梅市     | 1648年（慶安元年） |                                               |                            |
| 虎柏神社本殿                                    | 青梅市     | 1734年（享保19年） |                                               |                            |
| 福島家住宅                                      | 青梅市     | 18世紀中頃 |                                               | ※個人所有                  |
| 鹿島玉川神社本殿                                | 青梅市     | 江戸時代初期 |                                               |                            |
| 大国魂神社本殿                                  | 府中市     | 1667年（寛文7年） |                                               |                            |
| 旧府中町役場庁舎                                | 府中市     | 1921年（大正10年） |                                               | 府中市郷土の森博物館内     |
| 旧三岡家長屋門                                  | 府中市     | 1829年（文政12年） |                                               | 府中市郷土の森博物館内     |
| 妙福寺祖師堂                                    | 町田市     | 1672年（寛文12年） |                                               |                            |
| 旧荻野家住宅                                    | 町田市     | 江戸時代末期 |                                               | 町田市立薬師池公園内       |
| 旧自証院霊屋                                    | 小金井市   | 1652年（慶安5年） |                                               | 江戸東京たてもの園内       |
| 旧前川家住宅主屋                                | 小金井市   | 1942年（昭和17年） |                                               | 江戸東京たてもの園内       |
| 旧小出邸                                        | 小金井市   | 1925年（大正14年） |                                               | 江戸東京たてもの園内       |
| 旧三井家本邸                                    | 小金井市   | 1952年（昭和27年） |                                               | 江戸東京たてもの園内       |
| 金剛寺旧五部権現社殿                            | 日野市     | 1671年（寛文11年） |                                               |                            |
| 熊川神社本殿                                    | 福生市     | 1597年（慶長2年） |                                               |                            |
| 豊鹿島神社本殿                                  | 東大和市   | 1466年（文正元年） |                                               |                            |
| 阿蘇神社本殿                                    | 羽村市     | 1676年（延宝4年） |                                               |                            |
| 真照寺薬師堂                                    | あきる野市 | 室町時代（推定） |                                               |                            |
| 大悲願寺本堂                                    | あきる野市 | 1695年（元禄8年） |                                               |                            |
| 小机家住宅                                      | あきる野市 | 1875年頃（明治8年、推定） |                                               | ※個人所有                  |
| 田無神社本殿・拝殿                              | 西東京市   | 1858年（安政5年、本殿） 1875年（明治8年、拝殿) | 鈴木内匠（大工、本殿） 嶋村俊表（彫工、本殿） |                            |
| 旧本田家住宅（主屋、表門）                      | 国立市     | 江戸時代中期～末期 |                                               |                            |
| 高倉（六脚倉）                                  | 八丈町     | 江戸時代末期（推定） |                                               | 八丈島歴史民俗資料館敷地内 |

### 絵画
- 絹本着色天海僧正画像　狩野探幽筆〔江東区〕
- 板絵着色役者絵 鳥居清長筆〔練馬区〕 ※長命寺に所在。

### 絵画・典籍
- 浅草寺縁起〔台東区〕

### 彫刻
基本的に鎌倉・室町期の作品が多く、平安時代まで遡りうる作は少ない。
- 鉄造菩薩頭〔中央区・大観音寺〕
- 木造日蓮聖人坐像〔中央区・身延別院〕
- 木造徳川家康坐像〔港区〕
- 木造広目天・多聞天立像〔港区・増上寺〕
- 木造四天王立像〔港区・増上寺〕
- 木造釈迦如来及び両脇侍像〔港区・増上寺三解脱門安置〕
- 木造十六羅漢像〔港区・増上寺三解脱門安置〕
- 木造阿弥陀如来坐像〔港区・増上寺本堂安置〕
- 木造阿弥陀如来立像〔港区・増上寺安国殿安置、黒本尊〕
- 銅造地蔵菩薩坐像（江戸六地蔵）〔品川区・台東区・新宿区・豊島区・江東区〕
- 銅造阿弥陀如来坐像〔墨田区・回向院〕
- 木造阿弥陀如来立像〔台東区・東本願寺〕
- 木造阿弥陀如来立像〔台東区・徳本寺〕
- 木造釈迦三尊及び五百羅漢等像 305躯 〔目黒区・五百羅漢寺〕
- 木造阿弥陀如来坐像　9躯〔世田谷区・九品仏浄真寺〕
- 木造不動明王並びに二童子立像　3躯〔八王子市・高尾山薬王院〕
- 木造地蔵菩薩立像〔八王子市・高尾山薬王院〕
- 木造千手観世音菩薩立像〔青梅市・塩船観音寺〕
- 木造二十八部衆立像〔青梅市・塩船観音寺〕
- 木造釈迦如来坐像〔八丈町・大賀郷宗福寺〕

### 工芸品
- 紫縮緬陣羽織（伝徳川家康所用）〔台東区〕
- 銅製鰐口〔青梅市〕※武蔵御嶽神社が所有。

### 考古資料
- 中里貝塚出土丸木舟〔北区〕
- 狛江市和泉遺跡出土和泉式土器〔狛江市〕
- 柴又八幡神社古墳出土埴輪〔葛飾区〕
- 瓦谷戸窯跡群出土遺物〔稲城市〕
- 多摩ニュータウンNo.513遺跡出土品 奈良時代・中世出土品一括[1]〔稲城市〕

### 彫刻・考古資料
- 銅造観世音菩薩隆像〔国分寺市〕

### 工芸品・考古資料
- 七鈴鏡〔世田谷区〕
- 銅鏡〔新島村〕※十三社神社に所在。松竹双鶴鏡と菊水双雀鏡の二面。
- 銅鏡〔新島村〕※十三社神社に所在。松枝散双鳥鏡・蓬らい双鶴鏡・菊水双雀鏡・菊花散双雀鏡・松竹双鳥鏡・松樹双雀鏡・三盛菊亀甲文双鶴鏡と菊亀甲つなぎ双雀鏡などの九面。
- 銅鏡〔新島村〕※個人が所有。

### 典籍
- 徒然草版木〔渋谷区〕

### 典籍・絵画
- 般若心経〔目黒区〕

### 典籍・工芸品
- 紺紙金字法華経巻第三〔目黒区〕
- 日蓮筆大曼荼羅〔大田区池上本門寺〕

### 古文書
- 大場氏文書記録〔世田谷区〕※世田谷代官屋敷所蔵
- 善福寺文書〔港区〕

### 歴史資料
- 東京府及び東京市関連行政文書（東京都公文書館）〔世田谷区〕
- 小野蘭山墓及び墓誌〔練馬区〕※迎接院に所在。旧指定名：小野蘭山墓
- 波除碑

## 無形文化財

### 工芸技術
- 手描紋章上絵〔台東区〕 ※保持団体：東京都手描紋章上絵保存会
- 村山大島紬（板締絹絣織）〔武蔵村山市〕※保持団体：村山織物協同組合
- 軍道紙〔あきる野市〕 ※保持者：高野源悟。保持団体：軍道紙製造技術保有会
- 黄八丈〔八丈町〕 ※保持者：山下八百子
- 日本刀制作技術〔葛飾区〕 ※保持者：吉原義人（雅号 義人）、吉原荘二（雅号 国家）
- 日本刀研磨技術〔大田区〕 ※保持者：本阿彌道弘（雅号 光洲

### 芸能
- 八王子車人形〔八王子市〕

## 有形民俗文化財
- 武蔵野台地西部（羽村地域）の養蚕関係用具〔羽村市〕
- 千駄ヶ谷の富士塚（鳩森八幡神社境内）〔渋谷区〕
- 中里の富士塚〔清瀬市〕
- 大沢の山葵栽培農家〔三鷹市〕

## 無形民俗文化財

### 風俗慣習
- 虎柏神社の祭礼行事　付　関係記録　231点〔青梅市〕
- 武蔵府中くらやみ祭〔府中市〕

### 民俗芸能
- 木場の角乗〔江東区〕
- 木場の木遣〔江東区〕
- 江戸の祭囃子〔江戸川区〕〔葛飾区〕〔千代田区〕
- 武蔵御嶽神社太太神楽〔青梅市〕
- 小笠原の南洋踊り〔小笠原村〕

### 民俗技術
- 南多摩のメカイ製作技術（八王子市・多摩市）※保持団体：八王子由木メカイの会・多摩めかいの会

## 史跡
- 井伊直弼墓〔世田谷区〕※豪徳寺に所在
- 片倉城跡〔八王子市〕
- 神田上水〔千代田区〕
- 広園寺〔八王子市〕
- 杉田玄白墓〔台東区〕※栄閑院に所在
- 世田谷城跡〔世田谷区〕
- 世田谷代官屋敷〔世田谷区〕
- 東山道武蔵路（武蔵国分寺跡北方地区）〔国分寺市〕
- 田端環状積石遺構〔町田市〕
- 徳川慶喜墓〔台東区〕※寛永寺に所在
- 初沢城跡〔八王子市〕
- 三千人塚附康元元年銘板碑（さんぜんにんづかつけたりこうげんがんねんめいいたび）〔府中市〕
- 西谷戸横穴墓群（にしやとよこあなぼぐん）〔町田市〕
- 下三輪玉田谷戸横穴墓群（しもみわぎょくだやとよこあなぼぐん）〔町田市〕 ※妙福寺に所在
- 東高野山奥之院〔練馬区〕 ※長命寺に所在
- 尾崎遺跡〔練馬区〕 ※区立春日小学校校庭に所在
- 多摩ニュータウンNo.57遺跡〔多摩市〕
- 稲荷塚古墳〔多摩市〕
- 霞ノ関南木戸柵跡〔多摩市〕
- 西久保八幡貝塚〔港区〕
- 虎柏神社境域〔青梅市〕（附・虎柏神社境域関係資料2点）
- 梅辻規清墓〔八丈町〕
- 鈴ヶ森刑場跡〔品川区〕

## 旧跡
- 御茶の水〔文京区〕
- 小石川御薬園〔文京区〕
- 世田谷城跡〔世田谷区〕
- 練馬城跡〔練馬区〕
- 池永道雲墓〔練馬区〕※受用院に所在
- 石神井城跡及び三宝寺池〔練馬区〕
- 蕃書調所跡〔千代田区〕
- 将門塚〔千代田区〕
- 四谷大木戸跡〔新宿区〕
- 北大谷古墳〔八王子市〕
- 滝沢馬琴宅跡の井戸〔千代田区〕
- 瓦谷戸窯跡〔稲城市〕

## 名勝
- 清澄庭園〔江東区〕
- 等々力渓谷〔世田谷区〕
- 薬師池公園〔町田市〕
- 洗足池公園〔大田区〕
- 旧前田庭園（駒場公園）〔目黒区〕

## 天然記念物
- 吉祥寺旧本宿のケヤキ〔武蔵野市〕
- 旧細川邸のシイ〔港区〕
- 秋葉のクロマツ〔大田区〕
- 桜小学校のオオアカガシ〔世田谷区〕
- 善養寺のカヤ〔世田谷区〕
- 平久保のシイ〔多摩市〕
- 地蔵院のカゴノキ〔あきる野市〕
- 高尾山のスギ並木〔八王子市〕
- 倉沢のヒノキ〔奥多摩町〕
- 古里附のイヌグス〔奥多摩町〕
- 佐須の禅寺丸古木〔調布市〕
- 神戸岩〔檜原村〕

## 指定解除
- 瀬田の玉川神社の赤松〔世田谷区〕：昭和41年9月、台風によって折損、のち枯死。昭和44年3月27日指定解除[2]。
- 三河島稲荷神社のケヤキ〔荒川区〕：交通量の急増によって衰退し、枯死。昭和44年3月27日指定解除[2]。
- 八丈島東山の大シイ〔八丈町〕：昭和53年枯死。昭和55年指定解除[3]。
- 川口のキハダ〔八王子市〕：枯死、昭和62年指定解除[4]。
- 多摩結城（紋織御召）：製作技術者死亡のため昭和63年指定解除[5]。
- 開光院のナツツバキ〔五日市町〕：枯死、平成2年指定解除[6]。
- 吉祥寺八幡神社のキハダ〔武蔵野市〕：枯死、平成4年指定解除[7]。
- 虎狛神社のクロマツ〔調布市〕：枯死、平成11年指定解除[8]。
- 説経浄瑠璃：保持者死亡のため平成11年指定解除[9]。
- 多摩ニュータウンNo.471-B遺跡出土品（13点）：旧石器捏造事件の発覚によって指定根拠維持が困難となり、平成13年11月1日指定解除[10]。
- 出雲神社のツバキ〔あきるの市〕：枯死、平成19年指定解除[11]。
- 大鳥神社のオオアカガシ〔目黒区〕：枯死、平成24年指定解除[12]。
- 上野毛のコブシ〔世田谷区〕：枯死、令和2年指定解除